# 聚葉形軟珊瑚
聚葉形軟珊瑚（学名：Lobophytum mirabile）为軟珊瑚科葉形軟珊瑚屬下的一个种。

## 扩展阅读
- 維基物種上的相關：聚葉形軟珊瑚